# Colonna sonora di X-Blades
La colonna sonora di X-Blades, videogioco di generi avventura dinamica e hack and slash sviluppato da Gaijin Entertainment, è stata composta da Michael Dees (conosciuto con il soprannome di 1Shot), supervisionata da Pavel Stebakov e pubblicata da Zuxxez Entertainment il 14 gennaio 2009 su CD e il 20 settembre 2013 in formato digitale.

## Tracce
Sono presenti 27 tracce in totale.
Testi e musiche di Michael Dees.
1. Golden Despite – 3:38
2. Gunblades theme – 2:44
3. Ayumi's Race – 1:35
4. Exploration of the Broken Shell – 2:44
5. Power of the Elementals – 3:30
6. Abandoned Coast theme – 2:15
7. Dark Exploration – 1:54
8. Fight the Dark One – 2:26
9. Mysterious Symbols – 2:40
10. Depressor's theme – 2:22
11. Temple Run – 1:34
12. Beat the Crabs – 2:22
13. Fight the Horde – 2:24
14. God Fight – 2:50
15. Challenge in the Trap – 2:14
16. Credits track (traccia per i riconoscimenti) – 2:11
17. Who Will Attack Me – 1:58
18. Pangolin Race – 2:02
19. Galapagos Attack – 2:17
20. Spider Destruction – 1:59
21. Above the Great Rift – 2:13
22. Long Descent – 4:51
23. Nerving Ghosts – 3:58
24. The Huge Pentagram – 4:58
25. Search for the Artifact – 4:47
26. Sequence of War – 2:07
27. Stand Up and Fight – 3:35

Durata totale: 74:08